# Условная единица
Усло́вная едини́ца (сокращённо у. е.) — термин, применяемый в странах бывшего СССР для обозначения денежной суммы в иностранной валюте или её эквивалентной сумме в рублях по официальному или обменному курсу.
Возникновение данного обозначения связано с экономическими реформами в России в 1990-х годах. В результате галопирующей инфляции рубль быстро обесценивался, указывать цены в рублях было затруднительно, поэтому широко практиковались расчёты в долларах США. Однако 6 марта 1993 года вышло постановление правительства РФ «Об усилении валютного и экспортного контроля и о развитии валютного рынка», рекомендовавшее Центральному банку Российской Федерации запретить «расчёты между резидентами на территории России в иностранной валюте». Одним из результатов этого постановления стала повсеместная смена ценников со словом «доллар» на «у. е.».
В настоящее время под у. е. чаще всего подразумевают доллар США. Цены в у. е. используются в России главным образом при купле-продаже малоликвидных товаров длительного пользования, таких как бытовая и компьютерная техника, автомобили, недвижимость, чтобы избежать негативного воздействия инфляции. До лета 2006 года практика установления тарифов в у. е. преобладала среди российских операторов сотовой связи. При этом торговцы зачастую устанавливали завышенные курсы условных единиц, извлекая выгоду из разницы курсов.
С 15 июня 2004 года в России действуют положения Федерального закона «О валютном регулировании и валютном контроле» от 10 декабря 2003 года № 173-ФЗ. Пунктом 1 статьи 9 установлен общий запрет на осуществление валютных операций между резидентами.
В 2006 году Государственная дума приняла закон, запрещающий государственным чиновникам упоминание о каких бы то ни было условных единицах по отношению к экономическим показателям России.